# Guillaume Évrard
Ne doit pas être confondu avec Guillaume Évrard (prédicateur).
Pour les articles homonymes, voir Évrard.
Guillaume Évrard, né le 22 décembre 1710 à Bioul et décédé le 10 juillet 1793  à Tilleur, est un sculpteur liégeois.

## Biographie

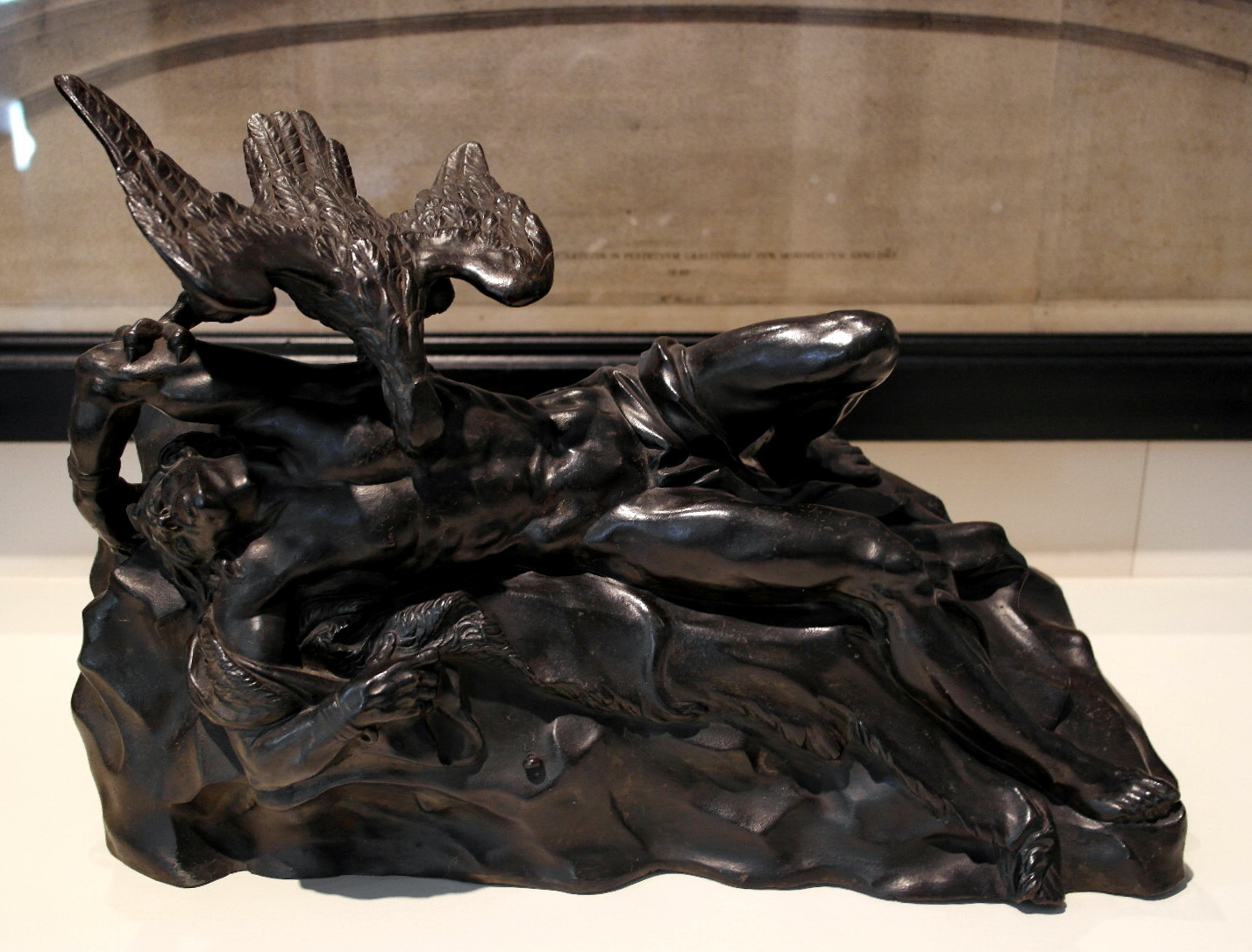
Liège, Grand Curtius. Guillaume Évrard (attr.), Promethée enchaîné sur le rocher (bronze, palais de Seraing, avant 1794)

Formé dans l'atelier de Renier Panhay de Rendeux, puis chez Simon Cognoulle (1736), il séjourne en Italie entre 1738 et 1744. À son retour à Liège, on lui confie la réalisation du mausolée du prince-évêque Georges-Louis de Berghes, mort l'année précédente. Il fait toute sa carrière à Liège, bénéficiant de nombreuses commandes. 
En 1775, le prince-évêque François-Charles de Velbrück le nomme doyen de l'Académie de peinture, de sculpture et de gravure qu'il vient de créer à Liège. En 1779, Guillaume Évrard est membre de la Société libre d'émulation également fondée par Velbrück. Il termine sa carrière dans un emploi que lui confère le prince-évêque Charles-Nicolas d'Oultremont, qui le nomme concierge du château d'été des princes-évêques, à Seraing. 
Guillaume Évrard meurt en 1793, à l'âge de 82 ans.

## Œuvres
- 1744 : mausolée du prince-évêque Georges-Louis de Berghes. Le monument se trouvait dans le chœur de la cathédrale Saint-Lambert à Liège, et a disparu avec celle-ci à la révolution. Il n'en subsiste que le portrait en médaillon du prince-évêque et deux putti en marbre blanc.
- 1763 : mausolée du prince évêque Jean-Théodore de Bavière ; érigé dans le chœur de la cathédrale Saint-Lambert de Liège, il a entièrement disparu avec celle-ci.
- 1770 environ : Le Triomphe de saint Norbert, dans le chœur de l'église des Prémontrés, actuel grand séminaire, à Liège.
- 1772 : mausolée du prince-évêque Charles-Nicolas d'Oultremont ; érigé initialement dans le chœur de la cathédrale Saint-Lambert, la famille d'Oultremont parvient à le sauver lors de la destruction de celle-ci et à le transférer dans la chapelle du château d'Oultremont, à Warnant-Dreye.
- Statues des évangélistes saint Luc, saint Jean, saint Marc et saint Matthieu, dans l'ancienne église abbatiale Saint-Pierre, aujourd'hui basilique Saint-Hubert, à Saint-Hubert.
- Statue de saint Sébastien, sculptée pour l'autel de l'Abbé dans l'ancienne église abbatiale Saint-Pierre, aujourd'hui basilique Saint-Hubert, à Saint-Hubert. Cet autel est actuellement le maître-autel de l'église d'Awenne, section de la ville de Saint-Hubert.
- Promethée enchaîné, à l'origine dans le palais d'été des princes-évêques à Seraing, maintenant exposé au musée Grand Curtius.